# Erastia
Erastia Niemelä & Kinnunen – rodzaj grzybów z rzędu żagwiowców (Polyporales).

## Charakterystyka
Grzyby kortycjoidalne o owocniku rocznym, rozproszonym, miękkim i rurkowatym hymenoforze. Powierzchnia o barwie jasnołososiowej, po wyschnięciu przebarwia się na ciemnofioletowo-czerwono, ale nie zmienia się w miejscach uszkodzonych. Pod działaniem KOH pory praktycznie nie zmieniają barwy, ale brzeg owocnika i subikulum przebarwia się na jasnoczerwonowiśniowo. System strzępkowy monomityczny, strzępki cienkościenne, ze sprzążkami, w rurkach słabo amyloidalne i niecyjanofilne. Cystyd brak. Podstawki maczugowate, 4-sterygmowe. Bazydiospory cienkościenne, elipsoidalne, nieamyloidalne zarówno w odczynniku Malzera, jak i w błękicie bawełnianym, z jedną wydatną gutulą olejową.

## Systematyka i nazewnictwo
Pozycja w klasyfikacji według Index Fungorum: Incertae sedis, Polyporales, Incertae sedis, Agaricomycetes, Agaricomycotina, Basidiomycota, Fungi.
Gatunki:
- Erastia aurantiaca (Rostk.) Miettinen & Niemelä ex Zíbarová, Kout & Tejklová 2021
- Erastia ochraceolateritia (Bondartsev) Zmitr. 2018
- Erastia salmonicolor (Berk. & M.A. Curtis) Niemelä & Kinnunen 2005 – tzw. miękusz łososiowy

Wykaz gatunków i nazwy naukowe na podstawie Index Fungorum. Nazwa polska według W. Wojewody.